# إيفانز فريمبورغ
إيفانز فريمبورغ (بالإنجليزية: Evans Frimpong) هو لاعب كرة قدم غاني في مركز نصف الجناح، ولد في 8 أغسطس 1989 في أكرا في غانا. لعب مع اوكلاهوما سيتي أنرجي وريدينغ يونايتد إيسي.

## وصلات خارجية
- إيفانز فريمبورغ على موقع قاعدة بيانات كرة القدم.إي يو (الإنجليزية)
- إيفانز فريمبورغ على موقع Soccerway.com (الإنجليزية)